# Jens Jørgen Hansen
Jens Jørgen Hansen (Struer, 1939. január 4. – 2022. január 2.) dán válogatott labdarúgó, edző. 
A dán válogatott tagjaként részt vett az 1964-es Európa-bajnokságon.

## Sikerei, díjai
Esbjerg
- Dán bajnok (4): 1961, 1962, 1963, 1965
- Dán kupa (1): 1964